# Québec debout
Québec debout est un groupe politique formé le 28 février 2018, d'abord sous le nom de Groupe parlementaire québécois, par sept députés fédéraux canadiens, élus sous la bannière du Bloc québécois, qui vise la défense des intérêts du Québec à la Chambre des communes. Il s'agit de Michel Boudrias, Rhéal Fortin, Simon Marcil, Monique Pauzé, Louis Plamondon, Gabriel Ste-Marie et Luc Thériault.
Il est créé à la suite de certaines dissensions quant aux prises de décision de la cheffe du Bloc québécois Martine Ouellet, les démissionnaires jugeant qu'elle a une attitude trop centralisatrice, et qu'elle ne communique pas suffisamment avec ses députés. Le 9 mai 2018, le Groupe parlementaire québécois annonce son intention de former un nouveau parti nommé Québec debout. Le député Michel Boudrias se distancie du groupe parlementaire québécois suivant les déclarations floues du porte-parole Rhéal Fortin sur la souveraineté. Les députés Simon Marcil et Michel Boudrias n'auront jamais siégé sous l'affiliation politique de Québec debout à la Chambre des communes. À la suite de la démission de Martine Ouellet, ils réintègrent le caucus du Bloc québécois le 6 juin 2018. À partir de cette date, les cinq autres députés siégeront à la Chambre des communes sous la bannière de Québec debout jusqu'au 16 septembre 2018,,,,.
Le groupe est de facto dissous en septembre 2018. Aux élections suivantes en octobre 2019, les sept députés seront réélus sous la bannière du Bloc québécois.

## Histoire
Le 28 février 2018, sept députés du Bloc québécois annoncent quitter le caucus du parti afin de dénoncer le leadership et la stratégie de Martine Ouellet, élue cheffe quelques mois auparavant, et annoncent qu'ils siégeront comme indépendants. Ils contestent son style de leadership prétendument trop autoritaire et trop peu rassembleur. Bien que quittant le caucus, ils restent membres du Bloc québécois.
Quelques jours plus tard, alors que les députés dissidents font leur retour en chambre, ils ne sont pas inscrits comme indépendants mais bien comme membres d'un nouveau groupe, le « Groupe parlementaire québécois », dévolu à la défense des intérêts du Québec. Bien qu'en dessous du nombre minimum d'élus pour avoir un groupe reconnu comme tel avec moyens afférents, le groupe est inscrit officiellement dans les registres et devient de fait le quatrième groupe de la Chambre des communes.
Le 2 mars 2018, une vingtaine d'anciens députés du parti, dont l'ex-chef Gilles Duceppe et l'ex-leader parlementaire Pierre Paquette, publient une lettre ouverte dans Le Devoir pour soutenir le groupe des sept et appeler Martine Ouellet à la démission. Quelques jours plus tard, le 6 mars 2018, le groupe parlementaire a affirmé que le divorce auprès de Martine Ouellet était définitif et que la création d'un nouveau parti politique n'était pas exclue. Ils maintiennent leur position malgré l'annonce le 26 mars 2018 qu'un vote de confiance par référendum aura lieu en juin 2018, parallèlement à une consultation démocratique de l'ensemble des membres du Bloc québécois afin de clarifier l'idéologie et la mission du parti.
Le 9 mai 2018, le Groupe parlementaire québécois change de nom pour « Québec debout »,. Le parti ne veut pas se revendiquer comme indépendantiste, indiquant être prêt à accueillir des fédéralistes « les moins convaincus », qui seraient « indépendantistes sans le savoir », pour défendre les intérêts du Québec à Ottawa. Ce positionnement sème la confusion dans les rangs du nouveau parti, alors que le député Michel Boudrias insiste pour que le nouveau parti n'accueille que des députés étant sympathisants à la cause souverainiste. En conséquence ce dernier ne siégera donc jamais à la Chambre des communes sous la bannière de Québec debout et il indique le 28 mai 2018 son intention de réunifier le Bloc québécois si Martine Ouellet quittait ses fonctions.
À peine créé, le nouveau parti fait également face à des difficultés logistiques. Quelques heures après l'annonce de la création du parti à Ottawa, des noms de domaines tels que « Quebecdebout.com » et « Quebecdebout.org » sont déjà réservés et redirigent les visiteurs vers le site internet de l'ancien parti des démissionnaires, le Bloc québécois.
Après le référendum interne du 3 juin 2018, où elle n'obtient que 32 % de soutien, Martine Ouellet annonce sa démission. Les députés Simon Marcil et Michel Boudrias annoncent leur retour au sein du Bloc québécois trois jours plus tard. Dans la surprise générale, Rhéal Fortin annonce que les cinq autres députés démissionnaires restent cependant à Québec debout, malgré leurs affirmations précédentes selon lesquelles le conflit était dû uniquement à la personnalité problématique de la cheffe Martine Ouellet, et non à l'idéologie proposée par cette dernière. Ce revirement prend par surprise plusieurs exécutifs locaux de circonscriptions de députés de Québec debout, qui s'attendaient plutôt à un retour au Bloc de leurs députés advenant la démission de Martine Ouellet.
Le 17 septembre 2018, les cinq députés dissidents sont retournés au Bloc québécois.